# Fragmento de Klenow

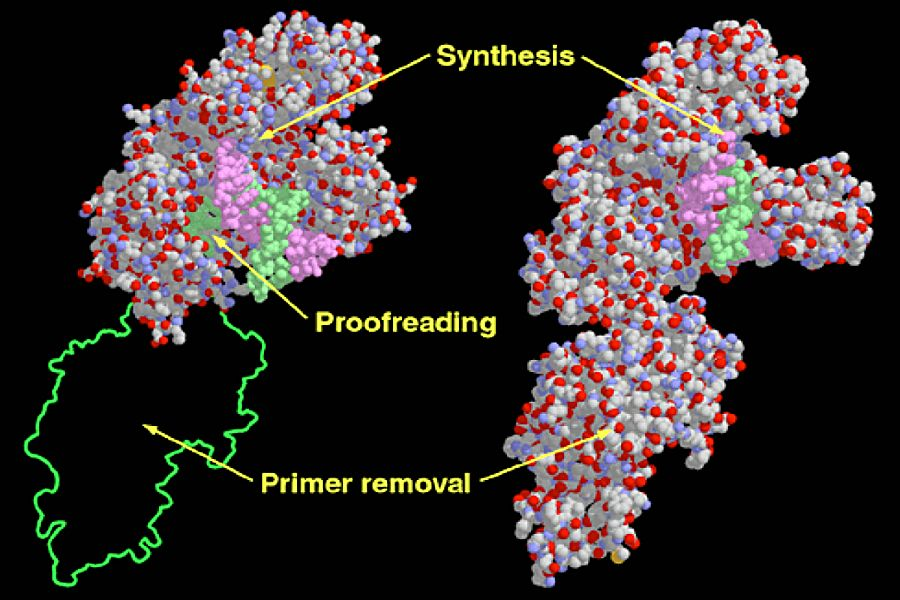
Descripción: Dominios funcionales pertenecientes a la ADN polimerasa I

El fragmento de Klenow es un fragmento proteico de gran tamaño  perteneciente a la enzima DNA polimerasa I, procedente de E. coli. Este fragmento puede separarse del resto de la enzima gracias a la proteasa subtilisina. Publicado por primera vez en 1970, mantiene la actividad polimerasa 5’ → 3’ y la actividad exonucleasa 3’ → 5’ para eliminar nucleótidos previos a la secuencia codificante y corrección de errores, pero pierde su actividad exonucleasa 5' → 3'.
El resto de fragmentos pequeños originados cuando la DNA polimerasa I de E. coli se procesa por subtilisina mantiene la actividad exonucleasa 5'→ 3' pero no tiene las otras dos actividades mostradas por el fragmento Klenow ( i.e. actividad polimerasa 5' → 3', y actividad nucleasa 3' → 5').
Puede ser liberado del resto de la polimerasa mediante tratamiento con tripsina

## Investigación
Debido a que la actividad exonucleasa 5' → 3' de la DNA polimerasa I de E. coli la hace ineficaz para muchas aplicaciones, el fragmento Klenow, el cual carece de esta actividad, puede resultar muy útil en investigación. El fragmento Klenow es extremadamente útil para tareas basadas en investigación cómo:
- Síntesis de DNA de doble cadena a partir de muestras de cadena simple
- Relleno de extremos 3' de fragmentos de DNA
- Digerir extremos 3' protuberantes
- Preparación de sonda de DNA radioactivas

El fragmento Klenow fue además la primera enzima usada para amplificar segmentos de DNA en la reacción en cadena de la polimerasa (PCR, por sus siglas en inglés), antes de ser reemplazada por enzimas termoestables como la Taq polimerasa.

## El fragmento exo- Klenow
Al igual que la actividad exonucleasa 5' → 3' de la DNA polimerasa I de E.coli puede no ser deseable, la actividad exonucleasa 3' → 5' del fragmento Klenow tampoco puede ser deseable para algunas aplicaciones. Este problema puede ser salvado induciendo mutaciones en el gen que codifica para el fragmento. Esto resulta en formas de la enzima que mantienen la actividad polimerasa 5' → 3', pero carecen de cualquier actividad exonucleasa (5' → 3' o 3' → 5'). Esta forma de la enzima es llamada fragmento exo- Klenow.